# Tukánfélék
A tukánfélék (Ramphastidae) a madarak (Aves) osztályába és a harkályalakúak (Piciformes) rendjébe tartozó család.
Ebbe a családba jelenleg 43 élő faj tartozik.

## Kifejlődésük, rendszertani besorolásuk
A legelső igazi tukánfélék a kora pleisztocén korban, körülbelül 2 millió évvel ezelőtt jelentek meg. Korábban ebbe a madárcsaládba, a tukánok mellett – melyet a Ramphastinae alcsaládszintű taxon fogott össze –, még másik három alcsalád is volt (Capitoninae, Lybiinae és Megalaiminae). A DNS-vizsgálatoknak köszönhetően, ez a három alcsalád és az egyik madárnem, elnyerték a családszintű jogukat; így létrehozták: a bajuszosmadárfélék (Capitonidae), a Lybiidae, a Megalaimidae és a Semnornis nemből a Semnornithidae családokat. Miután kivonták a tukánfélék családjából bajuszosmadarakat, bajszikákat, az afrikai, illetve ázsiai rokonokat; előszedtek egy régebbi taxont, a Ramphastidest, mely összegyűjtse ezeket.

## Tudnivalók
A tukánok avagy borsevőfélék az első pillantásra felismerhetők hatalmas, különös alakú és a kávaéleken fűrészelt csőrükről. Ez a csőr különösen nagy, tövén igen vastag, vége felé jelentékenyen összenyomott; a csőr az ormán éles. A méretéhez képest rendkívül könnyű, mivel fala  – akár a hasonlóan nagy csőrű orrszarvú madaraké – nagyon vékony. A csőr üreges; azt belülről finom csontokból álló hálózat merevíti úgy, hogy az bármely irányból jövő nyomásnak ellenállhasson, ezért könnyűsége dacára igen szilárd. Orrlyukaik hátrafelé nyílnak.
Nyelvük igen hosszú, de keskeny; mivel előre néző rojtok szegélyezik, némileg a tollhoz hasonlít. Ezért – bár az egész család valamennyi tagjának ilyen a nyelve – az egyik nemzetség a tollnyelvű, Pteroglossus nevet kapta – ebbe a nemzetségbe 14 faj tartozik. Tollazatuk hosszú, lágy és rendkívül tarka. Vetélőujjuk van.
A legtöbb tukánféle az amerikai szárazföldön, a térítő körök között él. Uralkodó színük általában a fényes fekete, amit hátukon, torkukon vörös, fehér vagy sárga foltok tarkítanak, farkuk pedig csíkos.

## Rendszerezés
A családba az alábbi 5 nem tartozik:
- Andigena Gould, 1851 – 4 faj
- Aulacorhynchus Gould, 1835 – 11 faj
- arasszári (Pteroglossus) Illiger, 1811 – 14 faj
- Ramphastos Linnaeus, 1758 – 8 faj; típusnem
- Selenidera Gould, 1837 – 6 faj

## Képek

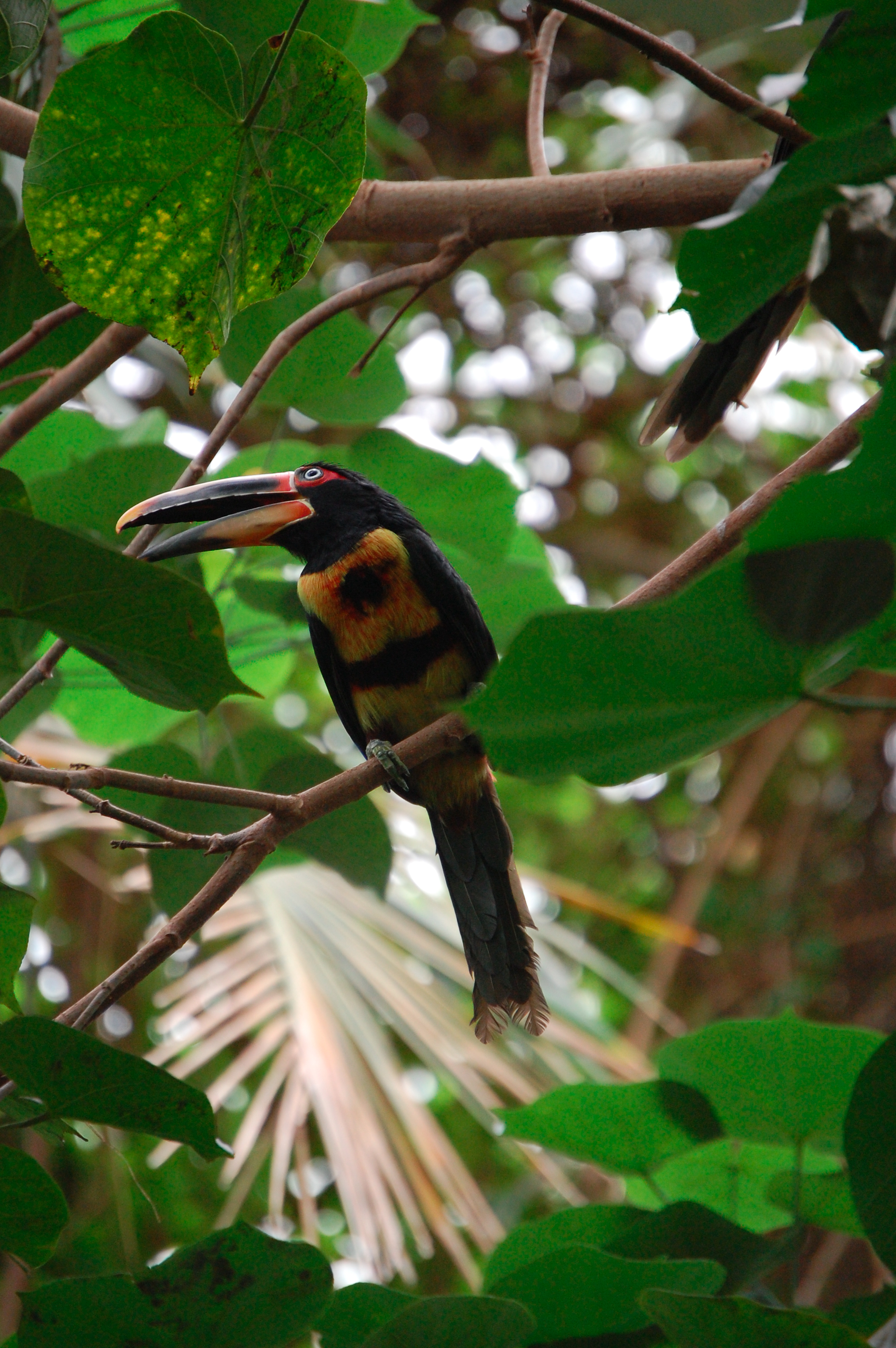
Vörösfarkú arasszári (Pteroglossus erythropygius)
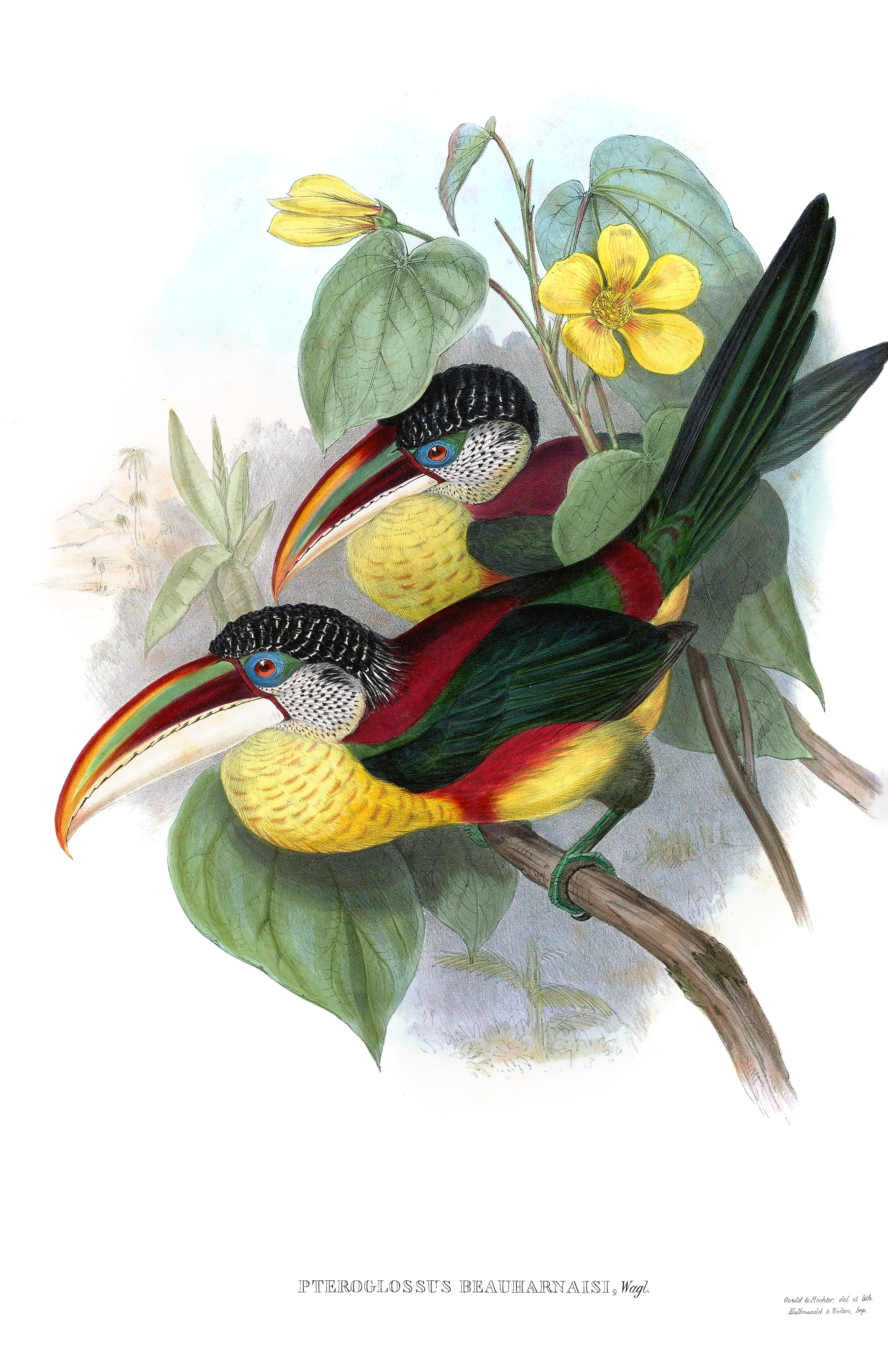
Bodrosfejű arasszári (Pteroglossus beauharnaesii)
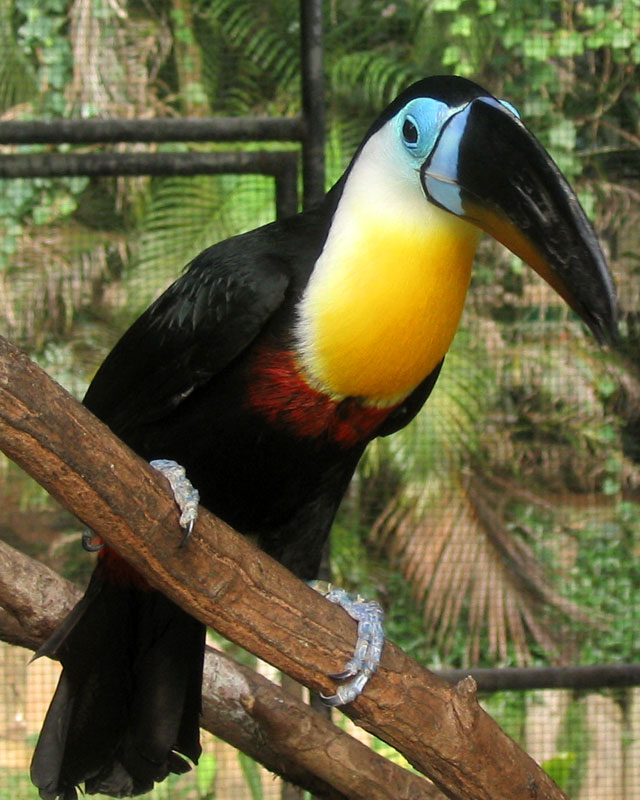
Feketecsőrű tukán (Ramphastos vitellinus)